# Siepone
Il siepone è un sistema di allevamento dell'olivo. Il nome è dovuto alla formazione di una vegetazione continua nel senso del filare, assimilabile ad una siepe ma abbastanza sviluppata in altezza.

## Descrizione
Questa forma rientra nel raggruppamento delle controspalliere alte. La struttura è composta da un asse monocaule sul quale s'inseriscono senza un ordine predefinito più branche, con portamento assurgente, a partire da 40-60 cm. L'intera chioma ha un portamento cespuglioso poco espanso sia in profondità sia in larghezza, con altezze di 3-5 metri. Le piante sono piuttosto ravvicinate lungo la fila, perciò le chiome formano una parete produttiva continua.

## Potatura d'allevamento
La potatura d'allevamento non richiede interventi cesori e sfrutta la naturale basitonia dell'olivo. In questo modo le piante giungono ad una precoce produzione, in genere a partire dal terzo anno. Negli anni successivi ci si limita a rimuovere le ramificazioni più basse per facilitare le operazioni di raccolta. La chiusura della fila si ottiene al 4º-5º anno. 
Mettendo a dimora piante che hanno già un discreto sviluppo si può avere un inizio di produzione anche al secondo anno.

## Potatura di produzione
La potatura di produzione richiede la rimozione di branchette esaurite e, dopo il 7º-8º anno, qualche taglio di diradamento per rimediare all'eccessivo infoltimento.
Una peculiarità del siepone è l'adattamento alla potatura meccanica.

## Proprietà
Il siepone ha il vantaggio di una precoce produzione che raggiunge rese non trascurabili già al 6º-7º anno grazie al sesto d'impianto fitto. Questa forma di allevamento è infatti concepita per distanze di 2-3,5 metri sulla fila e di 6-7 metri fra le file, con investimenti di 400-600 piante ad ettaro. Nonostante la resa di ogni pianta sia bassa, la resa ad ettaro diventa considerevole nei primi anni perché si anticipa lo sfruttamento della superficie investita. 
La forma si presta per l'allevamento di cultivar a portamento assurgente, fra le quali emerge in particolare la cultivar "Frangivento" o "Cipressino".
A fronte dei suddetti pregi vanno segnalati anche alcuni svantaggi di non trascurabile portata:
- Difficoltà di adattamento per le cultivar espanse o pendule.
- Decadimento della produzione dopo circa un decennio a causa della forte competizione fra le piante.
- Eccessivo infoltimento della chioma, che richiede parecchi interventi di diradamento oltre al rinnovo delle branchette fruttifere quando le piante entrano in piena produzione.
- Elevato costo d'impianto.
- Limitata qualità del prodotto della cultivar "Frangivento".
- Marcata predisposizione ad attacchi di Cocciniglie e Fumaggine a causa della difficile aerazione all'interno della chioma.

Nel complesso questa forma di allevamento non ha riscontrato particolari favori e resta valida in generale per costituire barriere frangivento perimetrali o interne all'oliveto. In questo caso la forma di allevamento permette di sfruttare i benefici del frangivento offrendo nel contempo un'integrazione di produzione che altrimenti non si potrebbe avere con altri apprestamenti protettivi.